# Чемпіонат України з хокею 2015—2016
Чемпіонат України з хокею із шайбою 2015—2016 років, 24-а за ліком вітчизняна першість, була зіграна в період з 25 вересня 2015 по 31 березня 2016 року. Вчетверте чемпіоном України став клуб «Донбас».

## Регламент
Чемпіонат складається з двох етапів: на першому етапі 25 вересня 2015 — 9 березня 2016 клуби виявляють чотири найкращі клуби, які на другому етапі (з 12 березня по 2 квітня 2016) в плей-оф виявлять чемпіона України.

## Перший етап

### Результати
| Результати матчів чемпіонату України з хокею сезону 2015—2016 | Результати матчів чемпіонату України з хокею сезону 2015—2016 | Результати матчів чемпіонату України з хокею сезону 2015—2016 | Результати матчів чемпіонату України з хокею сезону 2015—2016 | Результати матчів чемпіонату України з хокею сезону 2015—2016 | Результати матчів чемпіонату України з хокею сезону 2015—2016 | Результати матчів чемпіонату України з хокею сезону 2015—2016 | Результати матчів чемпіонату України з хокею сезону 2015—2016 | Результати матчів чемпіонату України з хокею сезону 2015—2016 |
| Клуб                                                          | «Білий Барс»                                                  | «Витязь»                                                      | «Дженералз»                                                   | «Донбас»                                                      | «Компаньйон»                                                  | «Кременчук»                                                   | «Рапід»                                                       | «Юність»                                                      |
| ------------------------------------------------------------- | ------------------------------------------------------------- | ------------------------------------------------------------- | ------------------------------------------------------------- | ------------------------------------------------------------- | ------------------------------------------------------------- | ------------------------------------------------------------- | ------------------------------------------------------------- | ------------------------------------------------------------- |
| «Білий Барс»                                                  |                                                               | 03 : 4 Б 2 : 4 3 : 4                                          | 0 : 5 0 : 7 0 : 7                                             | 1 : 9 0 : 12 2 : 14                                           | 2 : 0 5 : 1 9 : 0                                             | 2 : 6 0 : 6 3 : 9                                             | 6 : 0 9 : 3 6 : 2                                             | 8 : 3 6 : 3 6 : 2                                             |
| ХК «Витязь»                                                   | 6 : 1 9 : 2 3 : 5                                             |                                                               | 1 : 5 2 : 6 3 : 7                                             | 2 : 7 1 : 6 0 : 5                                             | 13 : 0 13 : 0 8 : 2                                           | 2 : 5 1 : 9 2 : 3                                             | 13 : 30 13 : 10 10 : 0                                        | 9 : 1 8 : 4 9 : 2                                             |
| «Дженералз»                                                   | 6 :0 6 : 1 6 : 0                                              | 5 : 0 7 : 1 5 : 1                                             |                                                               | 0 1 : 2 Б 3 : 1 2 : 4                                         | 10 : 00 13 : 00 13 : 00                                       | 1 : 3 2 : 1 3 : 2                                             | 14 : 0 18 : 1 11 : 2                                          | 24 : 0 18 : 1 13 : 0                                          |
| «Донбас»                                                      | 9 : 0 15 : 00 13 : 1                                          | 9 : 2 4 : 1 7 : 4                                             | 7 : 1 0 : 1 Б 3 : 1                                           |                                                               | 19 : 20 12 : 00 23 : 00                                       | 5 : 0 3 : 2 ОТ 7 : 2                                          | 20 : 0 19 : 0 7 : 1                                           | 13 : 0 23 : 0 26 : 0                                          |
| «Компаньйон»                                                  | 0 : 6 1 : 8 0 : 3                                             | 3 : 6 0 : 13 0 : 5                                            | 2 : 10 0 : 12 0 : 9                                           | 0 : 12 0 : 11 0 : 9                                           |                                                               | 0 : 13 1 : 13 0 : 16                                          | 0 : 5 4 : 3 1 : 2 Б                                           | 0 5 : 4 Б 2 4 : 5 ОТ 5 : 1                                    |
| ХК «Кременчук»                                                | 11 : 10 7 : 2 8 : 2                                           | 3 : 1 6 : 1 4 : 2                                             | 0 : 4 6 : 1 4 : 3 Б                                           | 1 : 4 3 : 2 5 : 3                                             | 14 : 0 11 : 2 8 : 0                                           |                                                               | 9 : 0 12 : 2 10 : 0                                           | 25 : 2 4 : 2 8 : 0                                            |
| ХК «Рапід»                                                    | 4 : 6 2 : 5 1 : 8                                             | 3 : 8 4 : 9 1 : 5                                             | 10 : 22 0 : 10 0 : 15                                         | 0 : 11 2 : 21 1 : 17                                          | 4 : 2 3 : 4 6 : 2                                             | 1 : 9 01 : 14 0 : 13                                          |                                                               | 10 : 30 4 : 2 9 : 7                                           |
| «Юність»                                                      | 1 : 13 4 : 7 1 : 6                                            | - : - 3 : 15 2 : 6                                            | 0 : 13 03 : 19 1 : 9                                          | 0 : 21 1 : 19 1 : 27                                          | 3 : 4 2 : 3 2 : 3 Б                                           | 0 : 20 1 : 22 1 : 8                                           | 2 : 4 2 : 1 Б 6 : 2                                           |                                                               |

### Турнірна таблиця
| Команда                  | І  | В  | ВО | ПО | П  | ГЗ  | ГП  | Різниця | О   |
| ------------------------ | -- | -- | -- | -- | -- | --- | --- | ------- | --- |
| «Донбас»                 | 42 | 36 | 2  | 1  | 3  | 461 | 44  | +417    | 113 |
| «Дженералз» Київ         | 42 | 34 | 1  | 2  | 5  | 348 | 53  | +295    | 106 |
| ХК «Кременчук»           | 42 | 33 | 2  | 1  | 6  | 335 | 70  | +265    | 104 |
| ХК «Витязь» Харків       | 42 | 21 | 1  | 1  | 18 | 220 | 148 | +72     | 66  |
| «Білий Барс» Біла Церква | 42 | 19 | 0  | 1  | 22 | 150 | 214 | -64     | 58  |
| «Рапід» Київ             | 42 | 7  | 1  | 1  | 33 | 89  | 382 | -296    | 24  |
| «Компаньйон» Київ        | 42 | 5  | 2  | 2  | 33 | 51  | 359 | -308    | 21  |
| «Юність» Харків          | 42 | 2  | 2  | 2  | 36 | 78  | 459 | -381    | 12  |

## Другий етап

### Півфінали
- «Дженералз» — ХК «Кременчук» — 3:2 — 1:4 (1:0, 0:2, 0:2); 1:0 (1:0, 0:0, 0:0); 3:0 (0:0, 1:0, 2:0); 2:3 Б (0:1, 1:1, 1:0, 0:0, 0:1); 1:0 (0:0, 1:0, 0:0)
- «Донбас» — ХК «Витязь» (Харків) — 3:0 — 5:2 (2:1, 1:1, 2:0); 6:1 (3:0, 3:1, 0:0); 3:1 (2:0, 0:0, 1:1)

### Фінал
| 26 березня 18:40 | «Донбас» | 2:1 (0:1, 1:0, 0:0) | «Дженералз» |  |

|                                                                                            | Є.Царегородцев | Голкіпери               | Е. Захарченко |  |
| Є. Нікіфоров (Є. Горбань, С. Бабинець) — 28:00 І. Докшин (Д. Петрухно, В. Алексюк) — 63:28 | 0:1 1:1 2:1    | 01:35 — Ігор Шаманський |               |  |
|                                                                                            |                |                         |               |  |
|                                                                                            |                |                         |               |  |

| 27 березня 18:30 | «Донбас» | 3:2 Б (1:1, 0:1, 1:0, 0:0, 1:0) | «Дженералз» |  |

|                                                                                         | Є.Царегородцев      | Голкіпери                                                                                | Е. Захарченко |  |
| С. Бабинець — 16:14 С. Бабинець (В. Алексюк, В. Толстушко) — 49:37 Є. Нікіфоров — 65:00 | 0:1 1:1 1:2 2:2 3:2 | 03:24 — О. Побєдоносцев (І. Шаманський, І. Савченко) 34:32 — М. Коляда (О. Побєдоносцев) |               |  |
|                                                                                         |                     |                                                                                          |               |  |
|                                                                                         |                     |                                                                                          |               |  |

| 30 березня 18:40 | «Дженералз» | 1:2 (0:0, 1:1, 0:1) | «Донбас» |  |

|                                                |             |                                                              |  |  |
| І. Шаманський (Д. Толкунов, І. Слюсар) — 30:25 | 0:1 1:1 1:2 | 26:53 — В. Толстушко 46:57 — О. Журун (Д. Кочетков, І. Карп) |  |  |
|                                                |             |                                                              |  |  |
|                                                |             |                                                              |  |  |

| 31 березня 18:30 | «Дженералз» | 1:3 (0:2, 0:0, 1:1) | «Донбас» |  |

|                                                | Е. Захарченко   | Голкіпери | В. Селіверстов |  |
| Є. Безуглий (Є. Тимченко, Д. Скрипець) — 45:09 | 0:1 0:2 0:3 1:3 | 14:07 — С. Варламов (К. Катрич, В. Захаров) 17:57 — О. Журун (І. Докшин, Є. Горбань) 44:16 — В. Захаров (С. Варламов, К. Катрич) |                |  |
|                                                |                 | |                |  |
|                                                |                 | |                |  |

| Переможець Чемпіонату України 2016 |
| ---------------------------------- |
|                                    |
| «Донбас» Донецьк 4-й титул         |